# Lucy Ferry
Lucy Ferry, geboren Lucy Helmore, (Shropshire, West Midlands, 18 september 1960 – Ierland, 23 juli 2018) was een Brits model en society-figuur. Ze was getrouwd met Roxy Music-zanger Bryan Ferry. Ze was de inspiratie voor het Bryan Ferry-album Horoscope toen de productie van dat album stokte. Ferry staat afgebeeld op de hoes van het album Avalon met een middeleeuwse helm op en een valk in haar hand. Ook op het werk van de modeontwerpers Christian Lacroix, Manolo Blahnik en Philip Treacy had zij invloed.
Lucy Helmore trouwde op 26 juni 1982, op 22-jarige leeftijd, met de 14 jaar oudere Bryan Ferry in de katholieke Church of St. Anthony and St. George in Duncton (West Sussex). Het echtpaar verhuisde naar Sussex en leefde op het platteland. Ze kregen samen vier zonen. Een echtscheiding volgde op 31 maart 2003. Helmore kreeg 10 miljoen Britse pond in de echtscheidingsregeling.
In oktober 2006 ging ze een tweede huwelijk aan met Robin Birley, de twee jaar oudere zoon van Lady Annabel Goldsmith. Ze overleed op 58-jarige leeftijd in Ierland tijdens haar vakantie.